# Milován Mirošević
Milován Petar Mirošević Albornoz (kurz Milovan Mirosevic; * 20. Juni 1980 in Santiago de Chile) ist ein ehemaliger chilenischer Fußballspieler. Mit Universidad Católica wurde der Mittelfeldspieler 3-mal chilenischer und mit Beitar Jerusalem einmal israelischer Meister.

## Karriere

### Verein
Der Mittelfeldspieler begann seine Laufbahn 1997 bei CD Universidad Católica in Santiago de Chile, wo er sich schnell zum Star-Spieler entwickelte. Er durchlief auf seinem Weg in die chilenische Fußballnationalmannschaft, wo er 2001 sein Debüt gab, auch die U-17-, U-20-, und U-23-Auswahlmannschaften seines Landes. 2000 wurde er bei der Wahl zu Fußballer des Jahres in Chile für die „Mannschaft des Jahres“ selektiert. Im selben Jahr war er auch im chilenischen Aufgebot für die Olympischen Spiele in Sydney wo Chile die Bronzemedaille gewann. Mirosevic kam allerdings während des Turnierverlaufs nicht zum Einsatz. 2002 gewann er mit Católica das Apertura Turnier der nationalen Meisterschaft.
Nach diesem Erfolg trat der schnelle und schussgewaltige Spieler noch im selben Jahr beim Racing Club in Buenos Aires sein erstes Auslandsengagement an. 2006 wechselte er zum israelischen Klub Beitar Jerusalem, mit dem er 2007 den Landesmeistertitel gewann. Nach der Saison kehrte er wieder nach Südamerika zurück, wo er sich Argentinos Juniors, ebenso in Buenos Aires, anschloss.
Dort verblieb er aber nur kurz, und im weiteren Verlauf des Jahres 2008 kehrte er zu seinem Ursprungsverein Universidad Católica in Santiago zurück, wo er als Spielführer fungierte. 2009 wurde er als Mejor Volante del Campeonato Chileno, der beste defensive Mittelfeldspieler der chilenischen Meisterschaft geehrt. 2010 wurde er mit 19 Treffern Torschützenkönig der chilenischen Liga. Im Jahr darauf gewann er mit Universidad den Pokal von Chile. Das erste Finalspiel gewann CD Magallanes mit 1:0. Im Rückspiel stand es nach 90 Minuten 1:0 für Universidad. Im Elfmeterschießen verschoss Mirosevic den ersten Ball für seine Mannschaft, die aber am Ende dennoch hier mit 4:2 die Oberhand behielt.
Im Januar 2012 wechselte er zur US-amerikanischen Fußball-Franchise Columbus Crew. Danach kam er in zwei Spielzeiten bei Católica nur zu wenigen Einsätzen, bei seinem Engagement für Unión Española hingegen zählte er zu den Stammspielern. 2017 beendete er seine Karriere.

### Nationalmannschaft
Für die Nationalmannschaft trat er bis 2007 insgesamt 23 Mal an und erzielte dabei 3 Tore. 2011 kam er zu zwei weiteren Einsätzen. Mit Chile nahm er dabei an der Copa América 2004 teil, wo die Selección aber bereits nach der Vorrunde als Gruppenletzter ausschied.

## Erfolge
CD Universidad Católica
- Chilenischer Meister: 2002-A, 2010, 2016/17-A
- Chilenischer Pokalsieger: 2011
- Supercopa de Chile: 2016

Beitar Jerusalem
- Israelischer Meister: 2007

## Individuelle Auszeichnungen
- Torschützenkönig der Primera División 2010 (19 Tore)